# Nurman Avia
 (juin 2019).
Nurman Avia est une compagnie aérienne basée à Jakarta, en Indonésie. Il a exploité des charters de passagers et de fret à partir de l'aéroport international Soekarno-Hatta de Jakarta.

## Histoire
La compagnie aérienne a été créée en 1997 en tant que société sœur de la compagnie Heavy Lift Indonesia, opérant des vols affrétés pour le compte de Bouraq Indonesia Airlines et Sempati Air. En 2007, la compagnie aérienne est arrêtée.

## Flotte
- 1 Fokker F28 Mk4000

## Sources
- (en) Cet article est partiellement ou en totalité issu de l’article de Wikipédia en anglais intitulé « Nurman Avia » (voir la liste des auteurs).